# Konkoly Zsófia
Konkoly Zsófia (Pécs, 2002. március 12. –) háromszoros paralimpiai bajnok, kétszeres világbajnok és háromszoros Európa-bajnok magyar úszó.

## Élete
Születési rendellenesség okán diszméliával született, jobb karja nem fejlődött ki teljesen. 2008-ban kezdett úszni Pécsen, miután bátyja is elkezdett. A pécsi Bártfa Utcai Általános Iskolában végzett, 2021-től a Pécsi Tudományegyetem szociális munka alapszakos hallgatója.

## Sportpályafutása
A 2016-os riói paralimpián tizennégy évesen szerzett bronzérmet 100 méteres pillangóúszásban. Ugyanebben az évben a Portugáliában rendezett Európa-bajnokságon 400 méter gyorson, a 4 × 100-as gyorsváltóval és 100 méteres hátúszásban is 3. helyen végzett. Két év múlva, a dublini kontinensviadalon 400 méteres gyorsúszásban megismételte ezt az eredményt. A 2017-ben megrendezett mexikóvárosi parasportolók úszó- és erőemelő-világbajnokságán 100 méteres hátúszásban (S9-es kategória) bronzérmes volt. A koronavírus-járvány miatt elhalasztott 2020-as Európa-bajnokságon aranyérmet nyert 200 vegyesen, 400 méter gyorson és 100 méter pillangón. A pandémia miatt egy évvel elhalasztott, 2021 nyarán megrendezett tokiói paralimpián 100 méteres pillangóúszásban új paralimpiai rekordot úszva szerzett aranyérmet, 400 méteres gyorsúszásban és 200 méteres vegyes úszásban pedig ezüstérmet szerzett.
A 2022-es madeirai paraúszó világbajnokságon 100 méter pillangón (S9) és 200 méter vegyesben (SM9) aranyat, 400 méter gyorsban (S9) ezüstöt szerzett. A 2024-es paraúszó Európa-bajnokságon 100 méter pillangón megvédte bajnoki címét, 200 méter vegyes úszásban és 400 méter gyorson ezüstérmet szerzett.
A 2023-as manchesteri világbajnokságon 200 m vegyesen nyert és megvédte címét, 100 m pillangón pedig ezüstérmet szerzett. 400 méter vegyesen lecsúszott a dobogóról és negyedik lett. 100 m háton a hetedik helyen csapott célba.
A 2024-es párizsi paralimpián 400 m gyorson az S9-es kategóriában második legjobb idővel döntős, a döntőben pedig fokozatosan felzárkózva győzött ausztrál riválisa előtt, megszerezve második paralimpiai bajnoki címét. Második párizsi aranyát 200 m vegyesen szerezte, ezt követte egy ezüstérem 100 m pillangón, amerikai riválisa mögött.

## Eredményei
- háromszoros paralimpiai bajnok (2020), (2024 2x)
- háromszoros paralimpiai ezüstérmes (2020 2x), (2024)
- paralimpiai bronzérmes (2016)
- háromszoros világbajnok (2022 2x)
- kétszeres világbajnoki ezüstérmes (2022), (2023)
- világbajnoki bronzérmes (2022)
- háromszoros Európa-bajnok (2020 2x), (2024)
- háromszoros Európa-bajnoki ezüstérmes (2020), (2024 2x)
- négyszeres Európa-bajnoki bronzérmes (2016 3x), (2018)

## Díjai, elismerései
- A Magyar Érdemrend tisztikeresztje (2021)[17]
- Ifjúsági Tüke-díj (2022)
- Pécsi Tudományegyetem Elismerő Oklevél és Emlékgyűrű (2021)[18]
- Abay Nemes Oszkár-díj - Pécs Város Sport Díja (2022)[19]
- Az Év Egyetemi Parasportolója (2023)[20]
- Pro Civitate díj (2024)[21]
- A Magyar Érdemrend parancsnoki keresztje (polgári tagozat) (2024)[22]
- Az Év Fogyatékos Női Sportolója (2024)[23]